# 439
- Wikisource

| Calendário gregoriano                                                        | 439 CDXXXIX                     |
| Ab urbe condita                                                              | 1192                            |
| Calendário arménio                                                           | -113 – -112                     |
| Calendário bahá'í                                                            | -1405 – -1404                   |
| Calendário budista                                                           | 983                             |
| Calendário chinês                                                            | 3135 – 3136                     |
| Calendário copta                                                             | 155 – 156                       |
| Calendário etíope                                                            | 431 – 432                       |
| Calendários hindus - Vikram Samvat - Calendário nacional indiano - Cáli Iuga | 494 – 495 360 – 361 3539 – 3540 |
| Calendário Holoceno                                                          | 10439                           |
| Calendário islâmico                                                          | 189 BH – 188 BH                 |
| Calendário judaico                                                           | 4199 – 4200                     |
| Calendário persa                                                             | 183 BP – 182 BP                 |
| Calendário rúnico                                                            | 689                             |
| Calendário solar tailandês                                                   | 982                             |

439 (CDXXXIX, na numeração romana) foi um ano comum do século V que começou num domingo, segundo o calendário juliano.  Segundo o horóscopo chinês, foi o ano do Coelho.
| Ano completo                   |
| ------------------------------ |
| Ano comum com início ao sábado |

## Eventos
- Os Vândalos tomam Cartago e fazem desta cidade a sua capital do Norte de África.
- Os Suevos tomam Emerita Augusta.

## Mortes
- Santo Quodvultdeus, Bispo de Cartago (hoje Tunísia).